# Michael Geißler (Videokünstler)
Michael Geißler (* 1942 in Berlin; † Dezember 2003 in Berlin) war einer der ersten deutschen Videokünstler.

## Leben
Nach einer abgeschlossenen Kaufmannslehre begann er ein Studium der Wirtschaftswerbung an der Akademie für Graphik, Druck und Werbung in Berlin. Sein einjähriges Studium an der dffb 1967/68 im Fach Kamera und Regie wurde durch Zwangsexmatrikulation nach der Besetzung des Springer-Hauses beendet. Ab 1975 hatte er die technische Leitung des Video-Forums bei den Internationalen Filmfestspielen Berlin inne. Er erhielt am Institut für Publizistik der FU Berlin einen Lehrauftrag für Alternative Medienarbeit. Ab Mitte der 1980er Jahre war er angestellt im Werkbund-Archiv, Museum für Alltagskultur, wo er die Video-Installationen betreute. Insgesamt wirkte er bei rund 370 Videoproduktionen mit, die heute im ZKM in Karlsruhe aufbewahrt werden. 
Geißler begründete 1969 die Video-Künstler-Gruppe V.A.M.-Future-Kids. Er engagierte sich bei Sozial-Projekten wie alternativen Kinderläden und rechnete sich der Gruppe der umherschweifenden Haschrebellen zu. Im Mai 2008 erscheint postum ein Band seiner Geschichten und Erzählungen, Acid, Mao und I Ging. Erinnerungen eines Berliner Haschrebellen. Michael Geißler war mit zwei Arbeiten als Teilnehmer der Documenta 6 in Kassel im Jahr 1977 in der Abteilung Video vertreten.

## Filmographie
- 1969: Erziehung zum Untertan (Dokumentation, WDR)
- 1970: Paradise now – Das Ende des Living Theatre (Dokumentation, WDR)
- 1971:	Der Weg des Hans Monn (Dokumentation, Kintopp und NDR)
- 1973:	Berlin Video 1 – Wir müssen die weißen Indianer Europas werden (1. Video-Spielfilm im deutschen TV, NDR)

## Buch
- Miriam Spies (Hrsg.), Michael Geißler: Acid, Mao und I Ging. Erinnerungen eines Berliner Haschrebellen. Gonzo, Mainz 2008